# The Love Bug (1997)
The Love Bug is een Amerikaanse televisiefilm van Disney uit 1997 geregisseerd door Peyton Reed. De hoofdrollen worden vertolkt door Bruce Campbell en John Hannah.
De film is gebaseerd op The Love Bug uit 1969 en verscheen enkel op televisie.

## Verhaal
Herbie, de magische Volkswagen Kever, heeft weer een nieuwe eigenaar: Hank Cooper (Bruce Campbell). Ze nemen het op tegen de laffe piloot Simon Moore III (John Hannah) en zijn duivelse auto Horace, een zwarte Volkswagen Kever.

## Rolverdeling
| Acteur                | Personage              |
| --------------------- | ---------------------- |
| Bruce Campbell        | Hank Cooper            |
| John Hannah           | Simon Moore III        |
| Alexandra Wentworth   | Alex Davis             |
| Kevin J. O'Connor     | Roddy Martel           |
| Dana Gould            | Rupert                 |
| Harold Gould          | Dr. Gustav Stumpfel    |
| Micky Dolenz          | Donny Shotz            |
| Burton Gilliam        | Mecanic Race Announcer |
| Clarence Williams III | Chuck                  |
| Dean Jones            | Jim Douglas            |